# Wicked Science
Ciência Travessa(pt-BR) ou Génios Por Acaso(pt-PT?) (no original em inglês: Wicked Science) é uma série de televisão australiana, que estreou em 2 de julho de 2004. A série enfoca Toby Johnson e Elizabeth Hawke, dois adolescentes que misteriosamente se transformam em gênios da ciência. A série foi originalmente transmitida na Network Ten de 2004 a 2006 e em seguida mudou-se para o Disney Channel.
No Brasil foi primeiramente exibida pela Fox Kids e mais tarde pela Jetix em canal fechado. Mais tarde foi exibida também na TV Cultura de 31 de agosto de 2009 a 2010. Em Portugal foi exibida através do Panda Biggs.

## História
“Oi, eu sou Toby Johnson, eu sou um aluno normal, quer dizer eu era até o que algo aconteceu comigo. Agora eu sou um gênio da ciência. O único problema é que a Elizabeth também é.”

— Toby na abertura do programa
Toby Johnson e Elizabeth Hawke eram alunos normais até que durante uma punição na escola um sapo foge de sua gaiola e ativa um computador fazendo com que os dois fossem atingidos por um pulso eletro-magnético de uma misteriosa pedra. Mais tarde eles descobrem que haviam ganhando inteligência ao Toby tentar criar um Dodô para sua amiga Dina sabotado por Elizabeth para ser um Tiranossauro-Rex.
O resultado é que no decorrer da série Elizabeth cria diversos inventos contra Toby e seus amigos Dina e Russ sem contar que também tenta usar sua inteligência para dominar a escola junto de seus ajudantes Verity e Garth criando vários inventos como raios encolhedores, tintas invisíveis, raio de tele-transporte, entre outras coisas.
No final da 1ª temporada Elizabeth rouba o Tiranossauro de Toby e o doma dando a ele inteligência própria. Elizabeth prende Toby e sua colega Bianca e decide revelar a todos que ela era uma gênia da ciência. O resultado é que o Tiranossauro de Elizabeth se descontrola e começa a destruir tudo. Toby e Bianca são libertados por Dina e Russ e juntos criam uma boneca gigante para derrotar o Tiranossauro. Após isso Toby e Elizabeth voltam a serem atingidos por outro raio voltando a serem pessoas normais se esquecendo de tudo que havia acontecido.

## Personagens

### Protagonistas
Toby Johnson (André De Vanny), é um adolescente normal, que estuda na Escola Secundária Sandy Bay. Ele foi um dos dois alunos envolvidos em um acidente na sequência de uma experiência sobre uma rocha pré-histórica, que o levou a se tornar um gênio. Seus melhores amigos são Russell Skinner e Dina Demeris. Ele também é apaixonado por Bianca, uma menina bonita de sua classe.
Russel "Russ" Skinner (Benjamin Schmideg), é o melhor amigo de Toby. Ele gosta de andar de skate e comer pizza. Apesar de não ser muito inteligente, ele é um amigo leal e corajoso.
Dina (Saskia Burmeister), Dina Demiris é uma boa amiga de Toby e Russ. Ela é inteligente, bonita, os meninos entram em seus nervos, por vezes, e ela odeia Elizabeth. Ela vai para Hong Kong na 2ª temporada e é substituído por Sasha.
Sasha, Sasha Johnson é a prima de Toby, que se muda para a Escola Sandy Bay na 2ª temporada substituindo o papel de Dina. Russ possui paixão por ela.

### Antagonistas
Elizabeth Hawke (Bridget Neval), também foi envolvido no acidente que transformou Toby em um gênio. Ao contrário de Toby, ela quer usar seu gênio recente para assumir a escola. Ela não gosta de todo mundo, exceto Toby, com quem ela está secretamente apaixonada. Ela é ciumenta e demonstra que ela vai para qualquer comprimento para conseguir o que quer.
Verity McGuire (Emma Leonard), tem sido a melhor amiga de Elizabeth desde a escola primária e, muitas vezes assistências Elizabeth em seus esquemas. Enquanto ela conhece Elizabeth vai longe demais, ela não tem a confiança para falar.
Garth King (Brook Sykes), é o valentão da escola. Ele é, muitas vezes em conluio com Elizabeth e atua como seu espião. Ele está sempre pronta para uma luta, especialmente se envolver Russ.

### Outros
Prof. Carl Tesslar, é o professor de física na Escola de Sandy Bay. É muito rude e severo com seus alunos e vive dando castigos para Toby e seus amigos injustamente. Mais tarde na série descobre da genialidade de Toby. Só aparece na 1ª temporada.
Diretora Alexa Vyner, é a diretora da Escola Sandy Bay. Adora cultura japonesa e desconhece da genialidade de Toby e Elizabeth até o final da série. Só aparece na 1ª temporada.
Bianca, é a garota mais popular da escola de Toby, da qual ele é apaixonado. Assim como Dina ela também é alvo das maldades de Elizabeth em ciúmes do Toby. Só aparece na 1ª temporada.
Jack, é um aluno novo da Escola Sandy Bay que aparece na 2ª temporada. Ele descobre das invenções de Elizabeth a partir de Garth tanto que tenta fazer amizade com ele não dando muito certo.

## Dubladores
- Toby - Yuri Chesman
- Russ - Rodrigo Andreatto
- Dyna - Lene Bastos
- Elizabeth - Isabel de Sá
- Verity - Fernanda Bullara
- Garthy - Dado Monteiro
- Diretor - ?
- Bianca - ?

## Filme
"Ciência Travessa - O Filme" é um resumo dos principais e mais importantes episódios da primeira temporada. O filme já passou em TV fechada na Jetix, mas também já passou na Globo algumas vezes. Disponível dublado no Youtube.

## Inventos de Toby Johnson
- Poção do Amor: Essa fórmula contém feromônio, uma substância que atrai os animais, porém Toby aumentou a polaridade para fazer uma Poção do Amor que atraísse pessoas.
- Luva da Guitarra Mental: Uma luva que Toby inventou para Russel, para ele ficar ótimo na guitarra.
- Melancia Gigante: Toby inventou essa melancia gigante para colocar no local inimigo, e quando o alvo chegasse perto ela explodiria.
- Acelerador de Crescimento Orgânico: Toby inventa uma poção química depois que Elizabeth jogou uma poção que tirou o cabelo de Dina,como o nome já diz faz crescer o cabelo só que Dina o usa de jeito errado criando uma barba nela.
- Encolhedor instantâneo de Massa Orgânica: Criado por Toby depois de a Dina ficar com barba,também serviu para desfazer a confusão no laboratório de ciências encolhendo a quantidade de raízes da planta da sr Viner.
- Dispositivo voador: Ele foi usado quando Toby quis fazer o professor de ciências Cal Teesclar, foi roubado por Elizabeth.
- Roupa lutadora: foi feita para Russel para derrotar Carth no karate.
- Dispositivo de progessão de imagens: foi usado por Dina para meter Elizabeth em uma encrenca depois do que ela fez com ela.
- Tinta invisivel: criado por Toby para ajudar o Russ, depois dele quebrar o farol do carro do senhor Teesclar ela é lavavel.
- Rôbo Dina: criado por Toby para ajudar Dina para a robo ir ao trabalho e Dina para o cinema com o Sean.
- Teletransportador: Criado por Toby para ajudar russ depois dele ser suspeito a roubo de uma estátua valiosa e um pote de dinheiro.
- Máquina do tempo: Criado por Toby para descobrir como ele e Elizabeth viraram gênios da ciência,mas ela da errado.
- Raio tracionador: Criado por Toby para tirar o gênio de Elizabeth.

## Inventos de Elizabeth
- Teletrasportador:  que ela usa  para transporta a mosebebi Elizabeth a maquiagem mágica.
- Raio encolhedor: que usa para que Gart leve o nitrogenio líquido,e acaba emcolendo a Dina.
- Campo de força: ela usa para prender Tobi e Bianca no seu laboratório.
- Anel reprodutor de imagem: o anel que ela usa para culpar a Dina quando ela faz sua caminhada.
- Poção encolhedora de cabelo: Usado por Elizabeth para estragar o encontro de Dina com Sean.
- Máquina de clima: Criado por Elizabeth para estragar a festa da Bianca.
- Desestabilizador de som: Usado para destruir o cenário de Dina.
- Clone Vyner:Usado por Elizabeth para fazer Toby ficar na escola para que ela possa retirar seus gênios.

## Máquinas da Série
- Máquina de clima: Criado por Elizabeth para estragar a festa da Bianca.
- Desestabilizador de som: Usado para destruir o cenário de Dina.
- Teletrasportador:  que ela usa  para transporta a mosebebi Elizabeth a maquiagem mágica.
- Raio encolhedor: que usa para que Gart leve o nitrogenio líquido e acaba emcolendo a Dina.
- Rôbo Dina: criado por Toby para ajudar Dina para a robo ir ao trabalho e Dina para o cinema com o Sean.
- Teletransportador: Criado por Toby para ajudar russ depois dele ser suspeito a roubo de uma estátua valiosa e um pote de dinheiro.
- Máquina do tempo: Criado por Toby para descobrir como ele e Elizabeth viraram gênios da ciência,mas ela da errado.
- Raio tracionador: Criado por Toby para tirar o gênio de Elizabeth.
- Mfe: Máquina da série foi utilizada por Toby com o decorrer da série.

## lista de episódios da primeira temporada de ciência travessa
| # | #  | Episodio               |
| --- | -- | ---------------------- |
| 1 | 1  | O Presente             |
| Neste episódio foi onde Toby conhece Daina e ele e Elizabeth se tornam gênios da ciência, e Elizabeth atrapalha os inventos de Toby. Que sem querer faz um Tiranossauro Rex e continuam, Elizabeth usa seu dom para o mau e Toby para o bem. |    |                        |
| 1 | 2  | O Segredo              |
| Neste episódio Toby tenta provar que ele e Elizabeth são gênios da ciência mas da tudo errado. |    |                        |
| 1 | 3  | A Eleição              |
| Neste episódio ocorre uma eleição de representante da classe, que Elizabeth e Sean são candidatos, depois Elizabeth faz uma trapaça usando seu gênio, depois Dina se candidata consegue virar representante. |    |                        |
| 1 | 4  | O Traje de Judo        |
| Neste episódio Russel tem que derrotar Garth no karatê, Toby o ajuda a derrotar Garth mas Elizabeth descobre e tenta atrapalhar Russel na próxima luta. No final Russel ganha de Garth sem ajuda. |    |                        |
| 1 | 5  | Holograma              |
| Elizabeth fica com raiva por Dina ter se tornado representante e não ela e faz um Holograma de Dina pichando um carro e Toby tenta ajudar Dina mas não da certo fazendo Elizabeth ficar no posto de Dina. |    |                        |
| 1 | 6  | Amazon Lab             |
| Elizabeth tenta estragar o encontro de Dina fazendo uma fórmula que tira o cabelo de Dina Toby a ajuda com uma poção de crescimento orgânico mas Dina o usa de jeito errado criando uma barba depois Toby e Russel derramam a poção numa planta fazedo uma floresta no laborátorio de ciências mas Toby com a ajuda de Elizabeth conseguem reverter o efeito.        |    |                        |
| 1 | 7  | O Carro Invisível      |
| Russel quebra farol do carro do Mr. Tesslar , assim que Toby cria um pouco de tinta invisível até que se possa consertar o farol. |    |                        |
| 1 | 8  | Encontro Duplo         |
| .Toby cria um robô Dina, para que ela possa estar em seu encontro com Sean e seu trabalho de turno, ao mesmo tempo. |    |                        |
| 1 | 9  | A festa de Aniversario |
| Toby lança uma festa na praia para o aniversário de Bianca. Elizabeth não é convidada, e cria uma maquina que faz uma tempestade na praia através de ondas eletromagnéticas nas nuvens. |    |                        |
| 1 | 10 | Poção do amor numero 9 |
| 1Toby produz um composto feromônio para fazer os caras irresistíves para as meninas. Antes ele só queria conquistar a Bianca mas Russel usa ele como spray fazendo todas as meninas gostarem dele. |    |                        |
| 1 | 11 | Nanobots               |
| Senhor Tesslar encontra o equipamento científico foi adulterado, e declara que o laboratório será bloqueado a partir de então. |    |                        |
| 1 | 12 | Vigilância             |
| Senhor Tesslar instala uma câmera de segurança para descobrir quem está usando o laboratório. Elizabeth é capturada na fita de vídeo. Mas Toby a ajuda senão ele também seria descoberto. |    |                        |
| 1 | 13 | Sino Centenário        |
| Elizabeth é demitida como diretora de comemoração do centenário da escola, e Dina fica no seu lugar. Enfurecida Elizabeth promete estragar a festa por desestabilizar o conjunto. |    |                        |
| 1 | 14 | Laboratório Secreto    |
| Elizabeth configura um laboratório secreto no porão da escola, e as ordens de Garth é encolher objetos de ciência do laboratório de Tessla, mas Dina descobre ele. Em pânico, ele encolhe Dina. |    |                        |
| 1 | 15 | Melancia Explosiva     |
| Elizabeth, em seu laboratório do porão usa muito poder e o Sr. Tesslar tenta capturá-la, mas ela usa Toby e Russ para manter o local do laboratório subterrâneo seguro. |    |                        |
| 1 | 16 | Fama                   |
| Toby faz luvas especiais que permitem Russ a tocar a guitarra como uma estrela de rock. Elizabeth lança sua nova linha de maquiagem chamada de Mood - Elizabeth que é um enorme sucesso. |    |                        |
| 1 | 17 | Teletransportador      |
| Toby intercepta na máquina de teletransporte de Elizabeth, e Toby é teletransportado para o laboratório secreto de Elizabeth. |    |                        |
| 1 | 18 | Encontro Estranho      |
| Toby cria um controle remoto que lhe permite ganhar um jogo de arcada, mas o controle dá problema. |    |                        |
| 1 | 19 | Excursão               |
| Toby modifica a máquina MFE para procurar Bianca numa paisagem rochosa. Ele encontra uma rocha que reage com a máquina MFE. |    |                        |
| 1 | 20 | Nanna                  |
| A avó de Toby é enviada de volta no tempo através de um gerador de buraco negro, e uma versão mais jovem da avó de Toby vem através do buraco de minhoca, destruindo o gerador. |    |                        |
| 1 | 21 | Jogo Virtual           |
| Toby decide criar uma memória visual para Russ que detém o elemento que falta de como ele e Elizabeth tornaram-se gênios. |    |                        |
| 1 | 22 | Russ Desenfreado       |
| 22.Toby encontra a seqüência correta, chamada de chave gênio. Russ acidentalmente se transforma em um gênio. |    |                        |
| 1 | 23 | Feixe Trator           |
| 23.Toby tenta usar o gênio chave para desligar o gênio de Elizabeth. Toby e Elizabeth se reúnem secretamente no ginásio, e apenas Toby prepara-se para cancelar o gênio de Elizabeth.O Senhor Tesslar vê Toby com o MFE roubado! |    |                        |
| 1 | 24 | Clone Vyner            |
| Elizabeth clona a diretora Sra.Vyner para que ela possa controlar a escola. Sob a ameaça de expulsão por ter sido apanhado com a MFE, Toby conta para o Sr. Tesslar tudo sobre seu gênio. Ele vai contar a Sra.Vyner sobre ele, mas ele está realmente falando a Clone Vyner, e o Sr. Tesslar é demitido.                                                            |    |                        |
| 1 | 25 | Xeque-mate             |
| Elizabeth leva em cativeiro Bianca, na esperança de Toby vai dar a chave do gênio, ou ela vai usar o raio encolhedor em Bianca. |    |                        |
| 1 | 26 | Fim de Jogo            |
| Elizabeth clona um T-rex para uma conferência de imprensa na escola, mas o T-rex se enfurece e começa a perseguir todo mundo através da escola. Toby cria uma boneca gigante para lutar contra o T-rex, e quem ganha é a boneca. Toby encontra Elizabeth no laboratório secreto para remover seus gênios. No entanto, Elizabeth ainda tem a chave do gênio no bolso. |    |                        |